# 王貞 (元朝)
王貞，字吉甫，元朝官员，保定堂邑龙华人。
至治三年（1323年），南坡之变后，赤斤帖木儿和帖木儿不华夜半回到大都，进入中书省想要夺百司之印。王貞时任枢密院掾史，认为二人已经被罢黜无官，皇帝元英宗和丞相拜住遇害，不应该在此时将权柄交给二人。建议长官将他们拘拿，并出兵讨伐叛逆。事情平定，首谋铁失被诛，中书省提拔王贞为丞相掾。